# Großer Hartbergtunnel
Der Große Hartbergtunnel ist ein 2477 m langer Eisenbahntunnel der Wechselbahn im Wechselgebiet respektive der Buckligen Welt an der Grenze Niederösterreich−Steiermark. Er bildet den Scheitelpunkt der Wechselbahn.

## Verlauf
Der Große Hartbergtunnel befindet sich östlich von Mönichkirchen. Von Aspang-Markt im Pittental her kommend, steigt die Wechselbahn (nach dem Windhof-Kehrtunnel bei Neustift am Hartberg) durch das Tal des Kohlgrabenbachs. Das Nordportal liegt etwas hinter dem Bahnhof Ausschlag-Zöbern. Der Tunnel verläuft in nord-südlicher Richtung unterhalb des Hartberg (918 m ü. A.) in das Tal des Spitalbachs und zum Bahnhof Tauchen-Schaueregg. Dann führt die Bahn hinunter in das Pinkatal bei Friedberg/Pinggau.
Das Nordportal liegt bei Bau-Km 9,694, das Südportal bei Bau-Km 12,171.

## Geschichte
Der Tunnel wurde 1907 bis 1909 erbaut und bildet den Passübergang der Wechselbahn, die das Industrieviertel mit der Oststeiermark verbindet.
Der zuständige Geologe war Hannes Mohr, ein junger Absolvent der Montanuniversität Leoben. Er konnte anhand der Aufnahme nicht nur die Struktur des Wechselgebiets und des Nordostsporns der Zentralalpen (Bucklige Welt, Rosalien und Ödenburger Gebirge, Bernsteiner und Günsergebirge) aufklären, sondern auch ein prinzipielles tektonisches Konzept der seinerzeit noch jungen und umstrittenen Deckenlehre zum Bau der Alpen entwickeln, das in den Grundzügen bis heute gültig ist.
1941, während des Balkanfeldzugs, diente der Tunnel für kurze Zeit (12. bis 25. April) unter dem Decknamen „Frühlingssturm“ als Führerhauptquartier. Der Führersonderzug (Hitlers Garnitur) stand nördlich des Großen Hartbergtunnels, der Sonderzug des Oberkommandos der Wehrmacht südlich. Weitere Garnituren befanden vor dem Westportal des nahen Wiesenhöftunnels (Göring), am Bahnhof Bruck an der Mur (Himmler) und am Wiener Südbahnhof (von Ribbentrop). Der Tunnel sollte als Einschub bei Fliegeralarm dienen, was aber nicht vorkam. Das 1000 Mann starke Führer-Begleitbataillon stand am inzwischen aufgelassenen Haltepunkt Mönichkirchen.